# ソイルト
ソイルトは、モンゴル文化教育大学学長、理事長を歴任。中華人民共和国・内蒙古自治区の出身で、今は日本に帰化して牧原創一を名乗っている。自宅は、埼玉県東松山市にある。
| スタブアイコン | サブスタブ | この項目は、まだ閲覧者の調べものの参照としては役立たない、人物に関連した書きかけの項目です。この項目を加筆・訂正などしてくださる協力者を求めています（P:人物伝/PJ:人物伝）。 |